# Rigidoporus lineatus
Rigidoporus lineatus (лат.) — вид грибов рода Rigidoporus, фитопатоген многих тропических деревьев.

## Описание
Базидиокарпы однолетние, обычно со шляпкой, без ножки. Растут обычно одиночно или группами друг над другом. Шляпка делится на две части, веерообразно сходящиеся к одному плоскому основанию. Встречаются экземпляры от розовато-темно-жёлтого до красновато-коричневого цвета, покрытые тонкими густыми короткими волосками, а также древесного и темно-коричневые, гладкие, но покрытые бороздками.
Нижняя поверхность пористая, яркого оранжево-красного цвета, по 6-9 пор на миллиметр. Мякоть (трама) гриба обычно белого или древесного цвета, фиброзная. Мономитичен (англ. monomitic), состоит только из генеративных гиф с простыми тонкими септами от розоватого до золотистого цвета, шириной не более 8 мкм. Цистиды распределены неравномерно, булавовидные, размерами 30—210 на 10—20 мкм.

## Синонимы
- Fomes punctatus (Jungh.) Cooke, (1885)
- Fomes pusiolus (Ces.) Cooke, (1885)
- Fomes zonalis (Berk.) Teng, (1963)
- Fomitopsis zonalis (Berk.) Imazeki, (1943)
- Hansenia zonalis (Berk.) P. Karst., (1880)
- Leptoporus microstomus (Berk. & M.A. Curtis) Pat., (1903)
- Microporus cotyledoneus (Speg.) Kuntze, (1898)
- Microporus inconspicuus (Miq.) Kuntze,  (1898)
- Microporus lineatus (Pers.) Kuntze, (1898)
- Microporus plumbeus (Lév.) Kuntze, (1898)
- Microporus rufopictus (Berk. & M.A. Curtis ex Cooke) Kuntze, (1898)
- Microporus surinamensis (Miq.) Kuntze, (1898)
- Polyporus cotyledoneus Speg., (1880)
- Polyporus guhae Bose, (1922)
- Polyporus inconspicuus Miq., (1839)
- Polyporus lineatus Pers., (1827)
- Polyporus micromegas Mont., (1842)
- Polyporus microstomus Berk. & M.A. Curtis, (1868)
- Polyporus plumbeus Lév., (1846)
- Polyporus punctatus Jungh., (1838)
- Polyporus pusiolus Ces., (1879)
- Polyporus subliberatus Berk. & M.A. Curtis, (1868)
- Polyporus surinamensis Miq., (1839)
- Polyporus zonalis Berk., (1843)
- Polystictus cotyledoneus (Speg.) Speg., (1888)
- Polystictus inconspicuus (Miq.) Sacc., (1888)
- Polystictus plumbeus (Lév.) Cooke, (1886)
- Polystictus rufopictus Berk. & M.A. Curtis ex Cooke, (1886)
- Polystictus surinamensis (Miq.) Cooke, 1886)
- Poria subliberata (Berk. & M.A. Curtis) Sacc., (1888)
- Rigidoporus micromegas (Mont.) Murrill, (1905)
- Rigidoporus surinamensis (Miq.) Murrill, (1907)
- Rigidoporus zonalis (Berk.) Imazeki, (1952)
- Scindalma punctatum (Jungh.) Kuntze, (1898)
- Scindalma pusiolum (Ces.) Kuntze, (1898)
- Trametes microstomus (Berk. & M.A. Curtis) Murrill, (1907)
- Trichaptum zonale (Berk.) G. Cunn., (1965)